# Guárico
Guárico ist einer der 23 Bundesstaaten Venezuelas. Die Hauptstadt ist San Juan de los Morros. Guárico wird im Norden von den Bundesstaaten Carabobo, Aragua und Miranda begrenzt, im Süden von Apure und Bolívar, im Westen von Cojedes und Barinas und im Osten von Anzoátegui.
Im Norden besteht Guárico aus einem bergigen Saum, der Rest wird von den Llanos dominiert, durch die auch der Orinoco fließt. Der Name leitet sich vom gleichnamigen Fluss ab, der in einer karibischen Sprache so viel wie cacique (Häuptling) bedeutet.

## Physische Geographie

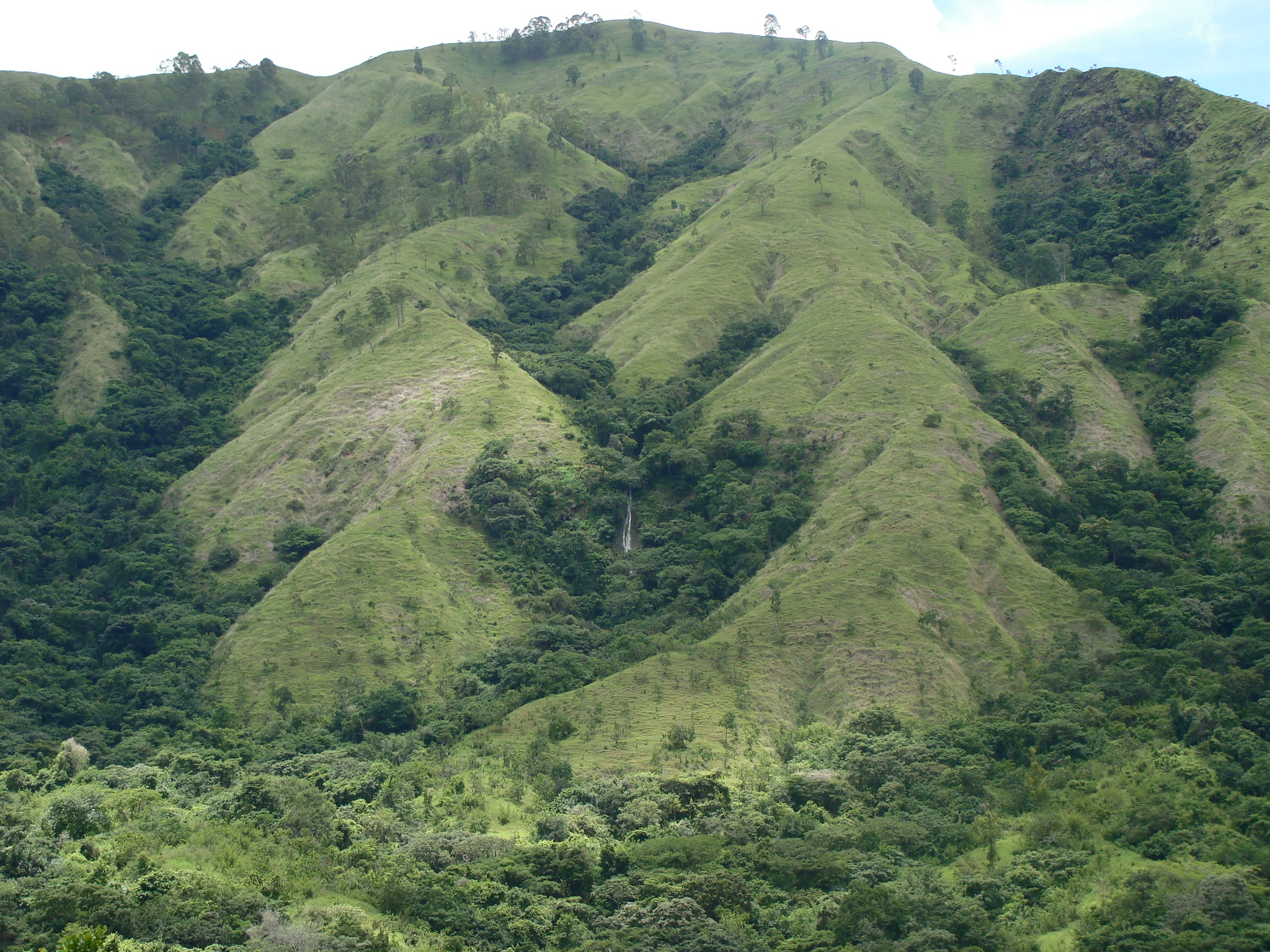
Nord-Guárico ist relativ bergig, während Mittel- und Süd-Guárico die echten Llanos bilden

Guárico ist Teil der venezolanischen Llanos. Der Bundesstaat ist etwa so groß wie Lettland und etwas kleiner als Bayern. 

### Geologie
Guárico ist zum größten Teil sehr flach. Im Norden befinden sich Berge wie Los Morros und ein Teil der Küstenbergkette.
Hauptberge in Guárico:
- Pico Platillón (1929 m)
- Cerro La Gloria (1570 m)
- Pico Blanco (1500 m)
- Topo Valentinero (1430 m)
- Topo Cujicito (1410 m)
- Cerro Caramacate (1290 m)
- Cerro Platanal (1250 m)
- Topo Paraparo (1210 m)
- Cerro Aserradero (1130 m)
- Morros de San Juan (1068 m)

### Gewässer
Die Flüsse des Unare-Beckens strömen aus dem Tal von Valle de la Pascua bis zur Karibik in nordöstliche Richtung: Unare, Quebrada Honda, Morichito, Santa María de Ipire und Agua Amarilla. Die anderen Flüsse im Bundesstaat strömen eher vom Norden bis Süden zum Orinoco. Wichtige Flüsse Guáricos sind Río Chirgua, Río Espino, Río Guárico, Río Macaira, Río Manapire, Río Memo, Río Tamanaco, Río Tiznados, Río Tucupido, Río Orituco und Río Zuata.

## Natur

### Flora

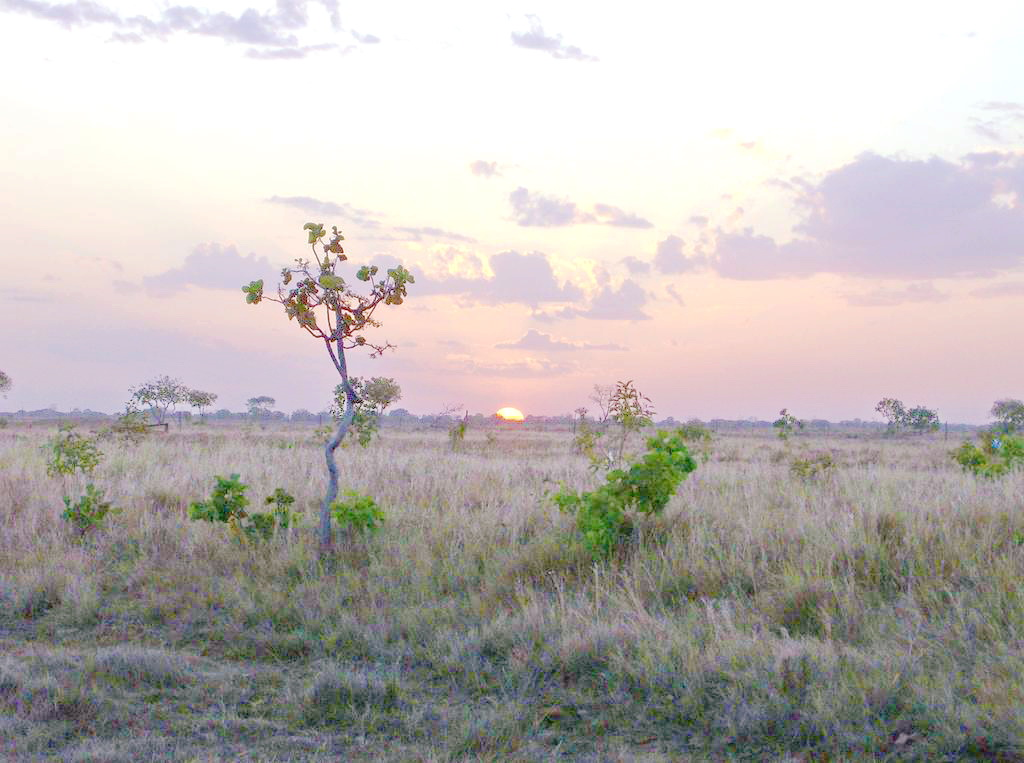
Typische Vegetation in Guárico

Die Pflanzen Guáricos sind typisch für die südamerikanischen Llanos. Die Copernicia tectorum ist eine Palmenart, die sehr verbreitet in Guárico und Symbol für den Bundesstaat ist. Die Buriti-Palme kommt auch sehr häufig vor.

### Fauna
Viele Fischarten sind hier zu finden, wie der Schwarze Pacu, der Pavón, der Zitteraal, verschiedene Sorten von Serrasalmus, Surubim u. a.
Unter den Säugetieren der Region findet man
- den Capibara (Hydrochoerus hydrochaeris)
- Brüllenaffen (Alouatta palliata)
- große Ameisenbären (Myrmecophaga tridactyla)
- Gürteltiere (Dasypoda)
- Riesengürteltiere (Priodontes maximus)
- Weißwedelhirsche (Odocoileus virginianus)
- Jaguare (Panthera onca)
- Pumas (Felis concolor)
- Cunaguaros (Leopardus tigrinus)

Die Amazonasdelfine leben auch in den größeren Flüssen. Dort sind auch Riesenotter zu finden.

### Naturschutz
- Nationalpark Aguaro-Guariquito

## Geschichte

### Präkolumbische Zeiten
Menschen lebten in dieser Region schon 3500 v. Chr. Archäologen unterscheiden primär drei Kulturgebiete:
1. die Unare-Region im Nordosten
2. die Region der Berge und Hügel im Nord-Nordwesten
3. die Südregion oder echte Llanos

Vor Ankunft der Spanier lebten in dieser Region zahlreiche indianische Ethnien: Cumanagotos und Palenkes (die Kariben waren), Otomaken, Guamos und andere.
Ur-Amerikaner wie die Otomaken und Guamos lebten vorwiegend als Jäger und Sammler. Landwirtschaft wurde eher im nördlichen Gebiet betrieben.

### Eroberung und Kolonialzeit
Die Spanier fingen schon Ende des sechzehnten Jahrhunderts an, die Region um Los Morros im Norden zu besiedeln. Viele Spanier kamen in das nördliche Gebiet Guáricos, weil die Caracas- und Tuy-Täler schon von anderen neuen Siedlern besetzt waren und sie weiterhin auf der Suche nach Gold und Encomiendas waren. Die meisten spanischen Dörfer wurden aber erst nach 1660 und vor allem im achtzehnten Jahrhundert anfänglich durch katholische Missionare gegründet. Sie kamen erst im siebzehnten Jahrhundert dazu, die Region ganz unter ihre Kontrolle zu bringen. 
Spanische Siedler gründeten El Sombrero 1720. Vier Jahre später gründeten sie Calabozo. Im Jahre 1728 gründeten Spanier das Dorf Chaguaramas in einem Ort, in dem vorher Cumanagoto-Indianer gewohnt hatten. Der Mönch Anselmo Isidro de Ardales etablierte das Dorf Tucupido 1760 mit Gruppen von Cumanagotos.
Altagracia de Orituco entstand 1769. San Juan de los Morros wurde erst 1780 offiziell gegründet.
Guárico war während der Kolonialzeit Teil der Provinz von Caracas. 
Alexander von Humboldt überquerte die Llanos durch Guárico Anfang 1800 und führte in der Region viele wissenschaftliche Untersuchungen durch. Damals beschrieb er, wie Ur-Amerikaner noch bei Missionen der katholischen Mönche organisiert waren und viele Räuber und geflüchtete Sklaven in der Region ihre Zuflucht suchten. Die Region war vor allem für die Rinderzucht geeignet. Der Anbau von Nutzpflanzen wurde kaum betrieben, denn in der Sommerzeit waren viele Regionen sehr trocken und es gab keine Bewässerungsanlagen.

### Neunzehntes Jahrhundert

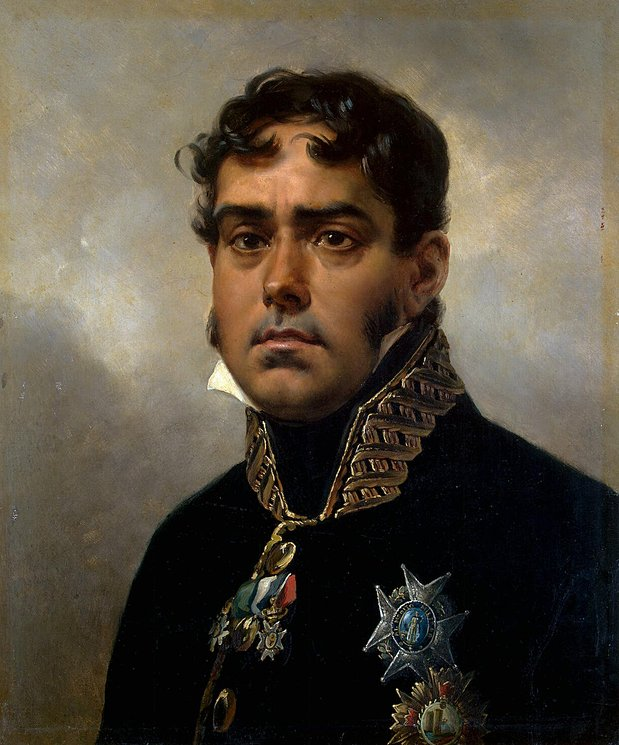
Pablo Morillo, spanischer General

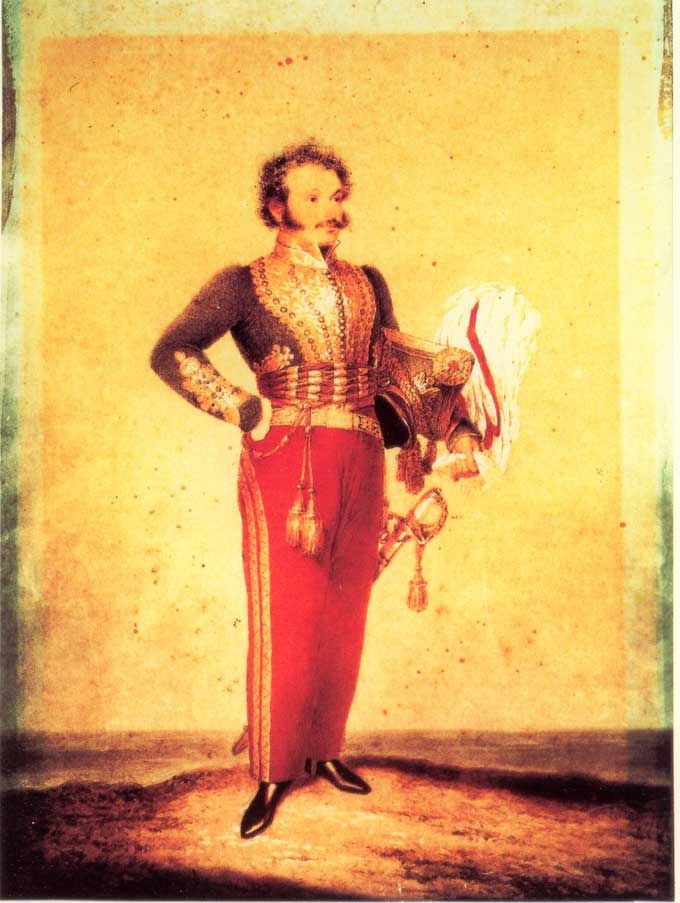
José Antonio Páez, Befreiungskämpfer

#### Unabhängigkeitskrieg
Mehrere wichtige Schlachten des Unabhängigkeitskrieges fanden in Guárico statt. 
Der Heerführer José Tomás Boves schlug am 3. Februar 1814 den Befreiungskämpfer Campo Elías in La Puerta, San Juan de los Morros, nieder. Einige Monate später, im Juni, kämpften in dieser Gegend die spanientreuen Truppen unter Leitung von Boves erneut gegen die Befreiungsarmee, diesmal unter der Führung von Simón Bolívar und Mariño. Es gelang Boves, die Befreiungsarmee ein zweites Mal zu besiegen.
Am 2. August 1816 fand die Quebrada-Honda-Schlacht in der Nähe von El Socorro statt. Dabei wurden die Royalisten von der Unabhängigkeitsarmee unter Leitung des Abenteurers und Hochstaplers Gregor MacGregor besiegt.
Am 12. Februar 1818 besiegten die Unabhängigkeitstruppen unter Leitung von José Antonio Páez die Truppen des spanischen Offiziers Pablo Morillo. Kurz danach aber, am 16. März 1818, konnte Pablo Morillo die Truppen Simón Bolívars in La Puerta, in der Nähe von San Juan de los Morros, niederschlagen.

#### Caudillo-Zeit
Guárico wurde nach der Unabhängigkeit immer wieder zum Schlachtfeld in den verschiedenen Bürgerkriegen des Landes.
Eine ernste wirtschaftliche Krise erschütterte Venezuela von 1842 an. Im Jahre 1846 gab es einen Bauernaufstand, der besonders in den Llanos und damit in Guárico erhebliche Bedeutung erlangte. Die Aufständischen beklagten die soziale Ungerechtigkeit und die politischen Missstände. Die Proteste setzten sich bis Mai 1847 fort.
1848 wurde die Provinz von Caracas in drei kleinere Provinzen gegliedert; Guárico war eine von ihnen.

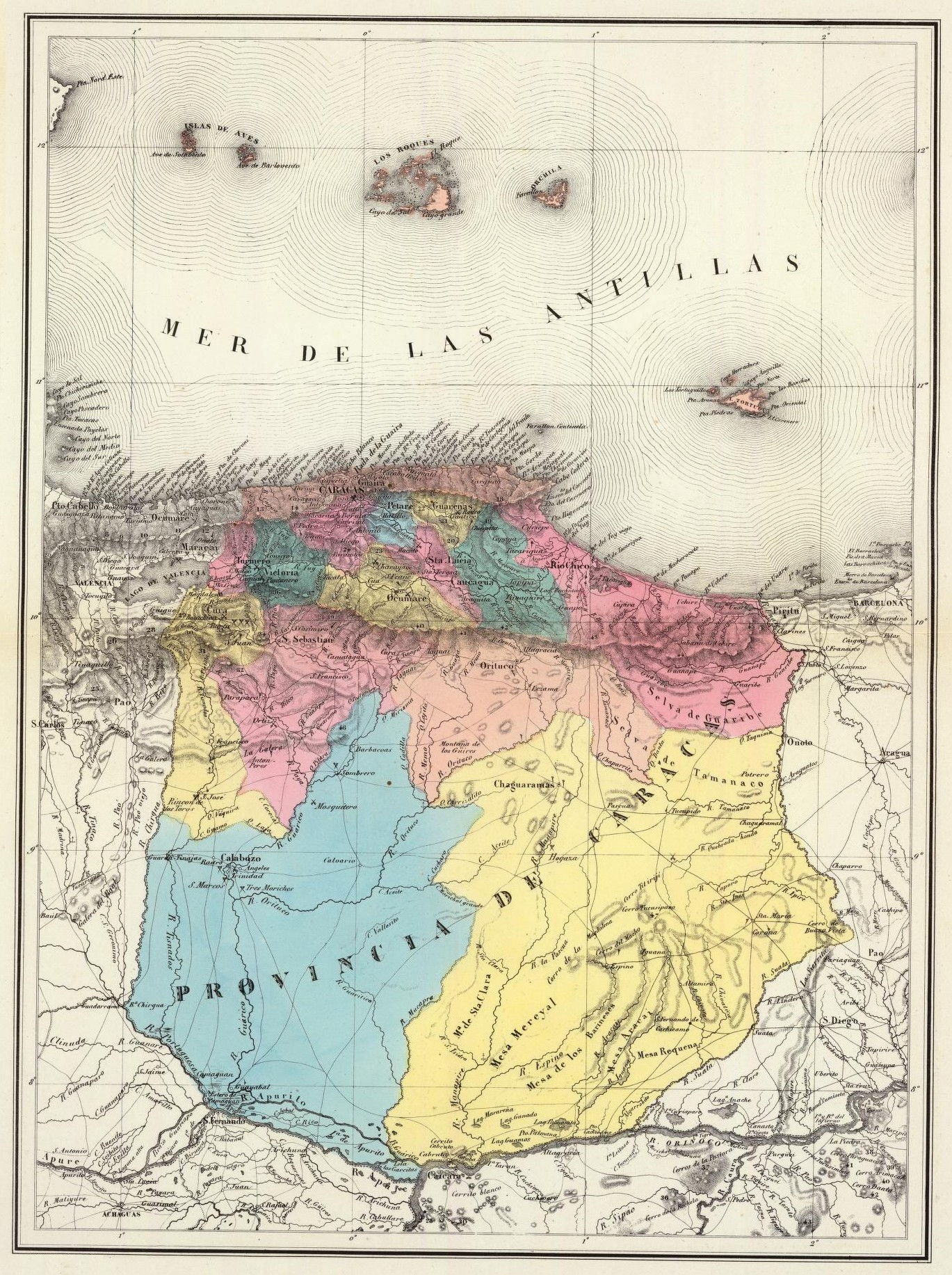
Bis 1848 war Guárico ein Teil der Provinz von Caracas

Am 17. Februar 1860 fand die Schlacht von Coplé zwischen den Föderalisten und Truppen der Zentralregierung in der Nähe von Calabozo statt. Die Schlacht an sich war nicht ausschlaggebend für die Regierung oder die Rebellen. Die Fortsetzung des Guerillakrieges aber trug dazu bei, dass die Regierung unter Leitung von Guzmán Blanco am 23. März 1863 ein Friedensabkommen mit den Föderalisten unterzeichnete.
Am 11. März 1892 erhob sich der Militär und Landbesitzer Joaquín Crespo gegen den damaligen Präsidenten, Raimundo Andueza Palacio, der die Verfassung geändert hatte, um nach seiner Regierungszeit Anfang 1892 noch zwei Jahre zu regieren. Joaquín Crespo marschierte aus seiner Hacienda in Guárico gegen Caracas.

### Vom 20. Jahrhundert bis zur Gegenwart
Juan Vicente Gómez besiegte in der Nähe von San Juan de los Morros in einer kurzen Schlacht die Truppe des Generals Luciano Mendoza, der auf der Seite der sogenannten Revolución Liberadora gegen Cipriano Castro kämpfte.
Seit 1946 fanden ausländische Konzerne im Bundesstaat Guárico Erdöl. Die Felder um El Carrizal und dann El Sombrero herum zogen viele Arbeiter an. Die Erdölgesellschaften bauten eine Straße von El Sombrero nach Puerto La Cruz und investierten in Krankenhäuser und Schulen. Ende 1947 kam man aber zur Überzeugung, dass Carrizales nicht wirtschaftlich war. So zogen die Erdölfirmen von diesem Dorf weg und mit ihnen das Geld. El Sombrero und andere Regionen Guáricos produzierten weiterhin Erdöl.
1957 wurde der Bau des Guárico-Stausees begonnen. Mit 230 km² ist er der größte Stausee Venezuelas und trägt wesentlich zur Landwirtschaft der Region bei.
1988 fanden wie überall in Venezuela die ersten direkten Wahlen des Gouverneurs statt.

## Politik
Der jetzige Gouverneur ist Luis Enrique Gallardo von der PSUV. 
Der Bundesstaat schickt fünf Abgeordnete zur Nationalversammlung. Für die Periode 2011–2016 sind es drei Abgeordnete der PSUV, einer von der PCV und ein Unabhängiger, der von der Gruppe der Demokratischen Einheit unterstützt wird.

### Gouverneurswahlen 2008
Die 2008-Wahlen ergaben folgende Stimmverteilung:
- William Lara: 52,54 %, unterstützt von

PSUV
PCV
UPC
- Lenny Manuitt: 33,20 %, unterstützt von

PPT
MIRAG
GE
UNIDOS u. a.
- Reinaldo Armas: 13,42 %, unterstützt von

A. D.
GEMORO
UNTC
Proyecto Venezuela u. a.

## Wirtschaft
Die Wirtschaft der Region ist vorwiegend agrarisch. Mais, Reis und Sorghum werden hier angebaut. Es gibt eine nennenswerte Rinder- und Schweinezucht.
Siliciumdioxidsand, Baryt, Gips, Kies und Zink werden in Guárico abgebaut.

### Erdölindustrie
Guárico befindet sich im sogenannten Orinoco-Gürtel, einem Gebiet nördlich des Orinocos, wo große Reserven Erdöl vorhanden sind. Der Erdöl ist aber vorwiegend in der Form von Ölsand förderbar, was große Schwierigkeiten für die Produktion und Verarbeitung mit sich bringt.
Seit 2010 versucht PDVSA, in West-Guárico Erdölfelder wieder zu reaktivieren.

## Verwaltungsgliederung

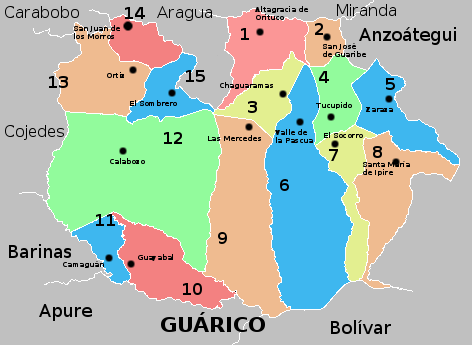
Guárico.
(1) José Tadeo Monagas,
(2) San José de Guaribe,
(3) Chaguaramas,
(4) José Félix Ribas,
(5) Zaraza,
(6) Leonardo Infante,
(7) El Socorro,
(8) Santa María de Ipire,
(9) Las Mercedes,
(10) Guayabal,
(11) Camaguán,
(12) Miranda,
(13) Ortiz,
(14) Roscio,
(15) Mellado

Der Staat setzt sich aus 15 Bezirken (Municipios) zusammen:
| Municipio                | Hauptstadt             | Einwohner 2011 | Fläche in km² |
| ------------------------ | ---------------------- | -------------- | ------------- |
| Camaguán                 | Camaguán               | 24.391         | 1.164         |
| Chaguaramas              | Chaguaramas            | 12.966         | 2.069         |
| El Socorro               | El Socorro             | 17.097         | 1.164         |
| Francisco de Miranda     | Calabozo               | 141.987        | 13.490        |
| José Félix Ribas         | Tucupido               | 38.408         | 2.792         |
| José Tadeo Monagas       | Altagracia de Orituco  | 74.559         | 3.455         |
| Juan Germán Roscio       | San Juan de los Morros | 126.178        | 1.824         |
| Julián Mellado           | El Sombrero            | 27.664         | 2.983         |
| Las Mercedes             | Las Mercedes del Llano | 33.025         | 7.691         |
| Leonardo Infante         | Valle de la Pascua     | 120.889        | 10.613        |
| Ortiz                    | Ortiz                  | 23.755         | 4.129         |
| Pedro Zaraza             | Zaraza                 | 62.027         | 2.410         |
| San Gerónimo de Guayabal | Guayabal               | 20.206         | 4.357         |
| San José de Guaribe      | San José de Guaribe    | 11.426         | 1.128         |
| Santa María de Ipire     | Santa María de Ipire   | 13.161         | 4.549         |

### Wichtigste Städte
| Städte Guáricos        | Städte Guáricos   | Städte Guáricos   | Städte Guáricos | Städte Guáricos      |
| Stadt                  | Bevölkerung       | Bevölkerung       | Bevölkerung     | Municipio            |
| Stadt                  | Volkszählung 1981 | Volkszählung 1990 | Schätzung 2008  | Municipio            |
| ---------------------- | ----------------- | ----------------- | --------------- | -------------------- |
| Calabozo               | 61.995            | 89.402            | 148.298         | Francisco de Miranda |
| San Juan de los Morros | 70.916            | 81.028            | 125.876         | Juan Germán Roscio   |
| Valle de la Pascua     | 59.582            | 86.881            | 124.468         | Leonardo Infante     |
| Zaraza                 | 15.480            | 30.181            | 51.777          | Pedro Zaraza         |

## Bildung und Kultur
In Guárico befinden sich folgende Universitäten und Hochschulen:
- Universidad Nacional Experimental de los Llanos Centrales Rómulo Gallegos
- Universidad Nacional Abierta
- Universidad Nacional Experimental Politécnica de la Fuerza Armada Nacional
- Universidad Nacional Experimental Simon Rodríguez
- Pedagógica Experimental Libertador
- Universidad Bolivariana de Venezuela
- Instituto Nacional Cooperación Educativa
- Instituto Universitario Monseñor Arias Blanco
- Instituto Universitario de Tecnología de los Llanos
- Colegio Universitario de Administración y Mercadeo

### Küche
Das bekannteste Gericht ist der „Pisillo Guariqueño“. Es handelt sich um frittiertes Rehfleisch mit Knoblauch und Paprika, das unter der Sonne getrocknet wurde. Man isst auch viel Rinderfleisch, Flussfisch und Capibarafleisch.
Die Hühnersuppe ist auch sehr populär in der Region.

## Sehenswürdigkeiten

### Die Morros

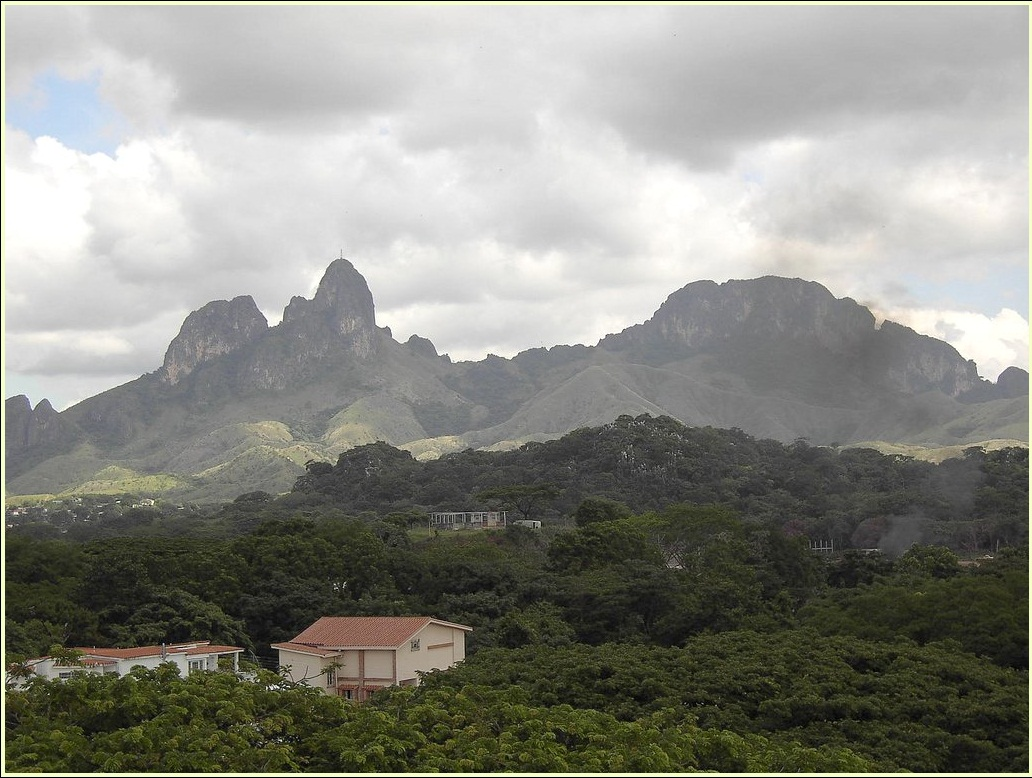
Morros de San Juan

Alexander von Humboldt beschreibt sie so:
„Diese Kuppen bilden steile Gipfel, die sich auf einer Felsmauer von sehr breiten Basis erheben. Die Mauer fällt steil ab und gleicht der Teufelsmauer... Diese Kuppen sieht man in den Llanos auf große Entfernung, sie machen starken Eindruck auf die Einbildungskraft der Einwohner der Ebenen, die an keinerlei Unebenheit des Bodens gewöhnt sind.“ ()

### Thermalbad von San Juan de Los Morros
Der Ort hat Badehallen und Schwimmbecken und befindet sich nordwestlich von San Juan de Los Morros, etwa 58 km von Maracay entfernt.
Das Wasser enthält schwefelhaltige Verbindungen mit Alkalimetallen und Boraten und hat eine Durchschnittstemperatur von 33,5 °C. Das Wasser strömt aus der Hauptquelle mit 6.800 Litern pro Stunde. Das Thermalbad ist von einem trocken-tropischen Wald umgeben.

### Thermalbad von Gurumen
Die Bäder befinden sich zwischen Ortíz und San Francisco de Cara, 60 km von San Juan de Los Morros entfernt.

### Nationalpark Aguaro-Guariquito
Der Nationalpark Aguaro-Guariquito hat eine Gesamtfläche von 5690 km².

## Nationalpark Guatopo
Dieser Park befindet sich zwischen den Bundesstaaten Miranda und Guárico. Die Fläche beträgt etwa 122.464 Hektar.

## Infrastruktur

### Straßennetz
Der Bundesstaat verfügt über weniger Straßen als andere Regionen nördlich des Orinoco.
- In West-Ost-Richtung verlaufen durch Guárico:
  - Im Norden die Nationalstraße 11 über die Hauptstadt San Juan de los Morros, den Nachbarbundesstaat Aragua, Altagracia de Orituco und San José de Guaribe.
  - Südlicher davon die Nationalstraße 13 über San Carlos in Cojedes, El Sombrero, Valle de la Pascua im Zentrum Guáricos und Zaraza.
  - Abzweigend in Valle de la Pascua die Nationalstraße 15, die in südöstlicher Richtung nach El Tigre in Anzoátegui führt.
- In Nord-Süd-Richtung verlaufen durch Guárico:
  - Im Westen die Nationalstraße 2 (Troncal 2) über San Juan de los Morros, Parapara, Ortiz, Calabozo, Camaguán und San Fernando de Apure im Bundesstaat Apure.
  - Im Osten die Nationalstraße 12 über Altagracia de Orituco und Chaguaramas nach Cabruta am Orinoco.
  - Die Nationalstraße 14 über Zaraza zur Kreuzung mit der Nationalstraße 15.

### Flugverkehr
Es gibt einen Flughafen in Calabozo.

### Wasserwege
Das Dorf Cabruta am Orinoco hat einen kleinen Hafen, wo Fähren eingesetzt werden.

## Medien
Nationalzeitungen wie El Universal und El Nacional sind in den wichtigsten Städten zu finden.
Früher gab es mehrere Regionalzeitungen. Es bleibt noch die regierungsnahe Diario La Antena. 